# الغدفة
الغدفة هي قرية سورية تتبع ناحية مركز معرة النعمان في منطقة معرة النعمان بمحافظة إدلب، وتقع شرقي مدينة معرة النعمان على السفح الجنوبي لتل الغدفة. بلغ عدد سكانها 4576 نسمة في عام 2004 وفقًا لإحصاء المكتب المركزي للإحصاء. كلمة الغدفة هي كلمة عربية تعني الستار أو حجاب الرأس عند المرأة. تتميز القرية بوجود العديد من الآثار التاريخية التي تعود إلى العصرين الروماني والبيزنطي.

## التاريخ
تأثرت الغدفة بالحاصل في معرة النعمان أثناء الحرب الأهلية السورية إذ شهدت المدينة معارك ضارية بين المعارضة والحكومة وبين فصائل المعارضة نفسها. بدأ الأمر بسيطرة المعارضة على المدينة ومحيطها في يونيو 2011 ثم استعادها النظام في أغسطس ودخلتها قوات الجيش السوري الحر أكتوبر ليعود الجيش السوري ويسيطر عليها لاحقًا. تأسس فصيل من الجيش الحر بالقرية في أغسطس 2012 يسمى كتيبة شهداء الغدفة. أُنشئ في القرية مخيم للنازحين في أبريل 2014 أوى النازحين من معرة النعمان وحيش وصوران وخان شيخون.
قصفت قوات النظام القرية بشكل متقطع طوال مدة الحرب واستخدمت في هذا القصف أسلحة محرمة دوليًا مثل القنبلة العنقودية تزايدت حدت هذا القصف في 2019 وهو الذي أجبر أغلب أهل سكان القرية على الهجرة منها. سيطر النظام عليها خلال عملية عملية فجر إدلب 2 في 26 يناير 2020 بعد اشتباكات مع قوات الجبهة الوطنية للتحرير وقصف جوي كثيف بالصواريخ والبراميل المتفجرة. بسطت قوت هيئة تحرير الشام سيطرتها على مدينة معرة النعمان ومحيطها ومنها القرية في 29-30 نوفمبر 2024 في عملية ردع العدوان.

## الموقع
تقع قرية الغدفة شرق معرة النعمان بحوالي 11,5 كلم، وتعتمد على الزراعة البعلية في زراعة الحبوب. وتتمتع بموقع متميز حيث تتوسط مجموعة من القرى فمن الغرب تحدها معرشورين ومن الجنوب جرجناز ومن الشمال معصران.

## قيمتها الأثرية

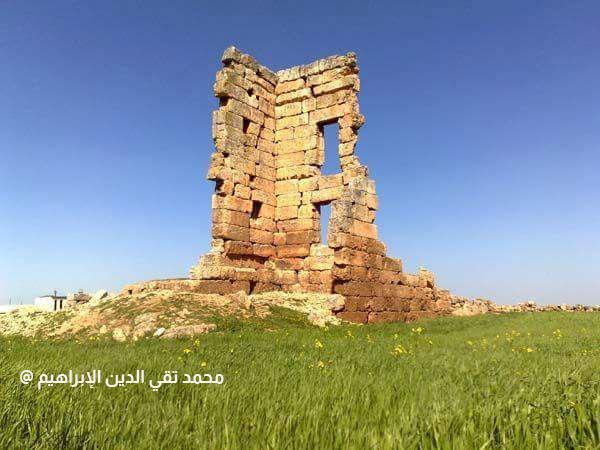
أطلال قصر النبي

تحتوي قرية الغدفة على مجموعة من الآثار الهامة، خاصة تلك التي تعود إلى الفترتين الرومانية والبيزنطية. رغم أن العديد من هذه الآثار قد اندثر بسبب البناء العشوائي على أنقاض الأبنية القديمة، إلا أنه ما زال هناك بعض المعالم الباقية:
- القصر العريض: يعود هذا الموقع إلى الفترة الرومانية،[1] ويقع شمال القرية على مساحة تُقدّر بحوالي 30×20 مترًا. لا تزال بعض جدرانه قائمة حتى اليوم. وعلى بُعد 100 متر جنوبًا، توجد بقايا قصر يُسمى "قصر الشيخ رضوان"، حيث يُشاع أنه كان مكانًا لولي صالح. تحت هذا القصر يوجد مدفن عمقه 3 أمتار ومساحته تقدر بـ 12 مترًا مربعًا.

- قصر النبي: يقع في جنوب القرية ويعرف أيضًا باسم "مدفن إرميا"، الذي يُعتقد أنه كان من أنبياء بني إسرائيل. يُسمى هذا المعلم بـ "قصر النبي" حتى اليوم. المدفن منحوت في الصخر، وسقف القبر يرتكز على أقواس حجرية. بجانبه يوجد قصر كبير بمساحة 40×30 مترًا، وقد كان يتألف من ثلاث طبقات، لم يبقَ منها سوى جدارين.

- التل: هو تل صناعي بني لأغراض عسكرية. يحتوي التل على غرف متصلة بشبكة من الأنفاق تحت الأرض تربط العديد من المغارات المنتشرة في أرجاء القرية. كانت هذه الأنفاق وسيلة للخروج الآمن للملوك والقادة في حالات الحصار. يبلغ ارتفاعه نحو 15 مترًا، وهو تل اصطناعي بني باستخدام الصخور وأدوات أخرى. كان يستخدم في السابق لحماية المنازل والمغارات الموجودة أسفله.

## الاقتصاد
يعتمد غالبية سكان قرية الغدفة على الزراعة كمصدر رئيسي للدخل، حيث تشتهر القرية بزراعة العديد من المحاصيل مثل القمح والشعير والعدس والكمون وحبة البركة والحمص وغيرها. وكانت مركزا صناعيا هاما يشتهر بصناعة الخراطيم ومقصات الإسفنج وصناعة الحصر البلاستيكية والبرادات والغسالات المنزلية وسيف الجلي قبل الحرب. شهدت القرية تطورًا حضاريًا وصناعيًا كبيرًا أثر بشكل ملحوظ على تربية المواشي فيها. إذ تكاد القرية الآن تخلو من المواشي، باستثناء عدد قليل من السكان الذين لا يزالون يمارسون تربية الأبقار، والأغنام، والماعز. كما يولي بعض السكان اهتمامًا بتربية الدواجن، بينما يهتم قسم آخر بتربية النحل.